# Митенево
Мите́нево — деревня в Калининском районе Тверской области. Относится к Верхневолжскому сельскому поселению. До 2006 года было центром Митеневского сельского округа.
Расположено на реке Вязьме в 33 км южнее Твери, рядом с деревней проходит автодорога «Тверь—Лотошино—Шаховская—Уваровка» (Волоколамское шоссе).

## История
Во второй половине XIX — начале XX века деревня Митенево относилось к Козьмодемьяновскому приходу Быковской волости Тверского уезда. Козьмодемьяновский погост находился на противоположном берегу Вязьмы, на погосте в 1815 году была построена Космодамиановская церковь с 2 престолами, метрические книги с 1780 года. В 1886 году в Митенево было 35 дворов, 253 жителя.
В 1997 году в деревне 124 хозяйства, 366 жителей. Администрация сельского округа, центральная усадьба совхоза «Вологино». Имеется ДК, библиотека, начальная школа, почтовое отделение, медпункт, столовая, магазин.

## Население
| 1859 | 1886 | 1919 | 1997 | 2002 | 2010 |
| ---- | ---- | ---- | ---- | ---- | ---- |
| 153  | ↗253 | ↗354 | ↗366 | ↘276 | ↘221 |